# Божић (презиме)
Божић је уобичајено презиме у Босни и Херцеговини, Хрватској, Црној Гори и Србији. У Словенији се такође налази ово презиме али као Божич. Настало је од имена Божо.
Божић је уобичајено презиме у Хрватској, са 8.115 носилаца (попис 2011). Треће је по учесталости презиме у Вуковарско-сријемској жупанији, а међу најчешћим у још три жупаније.
У Словенији има више од 3.500 људи са презименом Божич, а више од 500 са презименом Божић (већина њих је хрватског или српског порекла, пошто слово „ћ“ не постоји у словеначком писму). То је 13. најчешће презиме у Словенији. Међутим, постоје важне регионалне разлике: иако је то друго по учесталости презиме у посавској регији и четврто у обално-крашкој регији, изузетно је ретко у источној Словенији. Око 54% Словенаца са овим презименом живи у Крањској, око 28% у Словеначком приморју, а око 13% у словеначкој Штајерској.

## Људи
- Сретен Божић (1932), српско-аустралијски писац
- Добривоје Божић (1885–1967), српски проналазач
- Елена Божић Талијан (1970), српска новинарка и политичарка
- Иван Божић (1915–1977), југословенски историчар
- Милан Божић (1952), српски политичар
- Радич Божић (1502–1528), српски племић и титулар деспот Србије
- Сандра Божић (рођена 1979), српска политичарка
- Жељко Божић (1974–2006), српски каскадер и глумац